# フォード・フォーカス
フォーカス（Focus）は、フォード・モーターが製造・販売する小型車である（欧州ではCセグメントにあたる）。セダン型、ハッチバック型、ステーションワゴン型の自動車である。
モデル開発をグローバル化し、世界中で1台の小型車を販売することを目的としたアレクサンダー・トロットマンのフォード2000計画に基づいて設計された。初代フォーカスは主に欧州フォードのドイツチームとイギリスチームによって設計された。 4代目フォーカスの生産は2018年にドイツと中国で開始された。

## 名前に関して
フォードの上級経営陣の間では、新世代の小型ファミリーカーには「フォード・エスコート」のネームプレートを維持することを計画していたため、新車を「フォード・フォーカス」と命名する決定は1998年初めに行われた。1998年7月に土壇場で問題が生じ、出版社ブルダ社が起こした訴訟に応じてケルンの裁判所がフォードに対し、「フォーカス」という名前はドイツ市場での車の使用を避けるよう命じた。これは、ブルダ社が当時発刊していた雑誌「フォークス」の商標に関わっていたためである。しかし、この問題は11時間の論争の末に解決し、車はフォーカスという名前で発売された。

## 初代 (1998年-2005年)
1998年、ヨーロッパでフォード・エスコートの後継車として発表された。
フォルクスワーゲン・ゴルフやオペル・アストラなどのライバルとの差別化のため、それまでのフォード車の印象を一新する、動感ある平面と鋭角で構成されたニューエッジデザインが特徴である。
ボディ形状は3ドアハッチバック、5ドアハッチバック、5ドアワゴン、そして4ドアセダンで構成される。
足回りに前マクファーソン・ストラット、後マルチリンク式サスペンションを特徴とした新開発プラットフォームを採用しての登場だった。その一方で、ドライバーの着座位置を高め、それに伴って視界や操作感覚などを改善した『コマンドポスト』コンセプトを採用するなど、人間工学面で当時の第一級水準の研究成果が盛り込まれていた。これらのデザインや設計、操縦安定性などはCセグメントの代名詞とも言えるゴルフ IV（1997年）と並び称された。
エンジンは当初、1.4 L/1.6 L/1.8 L/2.0 Lのガソリンエンジンと1.9 Lのディーゼルエンジンが用意された。生産は主にスペインのバレンシア工場（日本仕様を生産）とドイツのザールルイ工場が担当した。
このフォーカスは自動車評論家や自動車専門誌からの高い評価を背景に、1999年のヨーロッパ・カー・オブ・ザ・イヤーなど、欧州各国のカーオブザイヤーを受賞した。
同年メキシコの工場でも北アメリカの安全基準に合わせた改変の上で生産が開始され、アメリカ合衆国、カナダでも販売され、2000年に北米カーオブザイヤーを獲得した。ただし、ヨーロッパと北米ではグレード名が異なり、当初、北米ではエンジンは2.0 Lのみ、5ドアハッチバックも用意されていなかった。ターンランプはフロント側の位置とリア側の色、内装ではデザインや色などが異なっている。ほかに、アルゼンチンの工場でも生産されるなど、世界中で製造、販売された。
日本では、2000年3月に1.6 Lの5ドアハッチバックと5ドアワゴンが輸入され、グレードは最高級仕様の「ギア (Ghia)」のみだったが、2000年10月、2.0 L仕様も追加された。この年の日本カー・オブ・ザ・イヤーでは輸入車部門でメルセデス・ベンツ・Cクラスに次ぐ2位の投票を得た。
またこの2年間、シリーズ生産台数がゴルフを抜いて世界一にもなった。
2002年、フロントマスク等に変更が加えられ、アメリカでもその前年秋（2002モデルイヤー）から5ドアハッチバックが追加された。

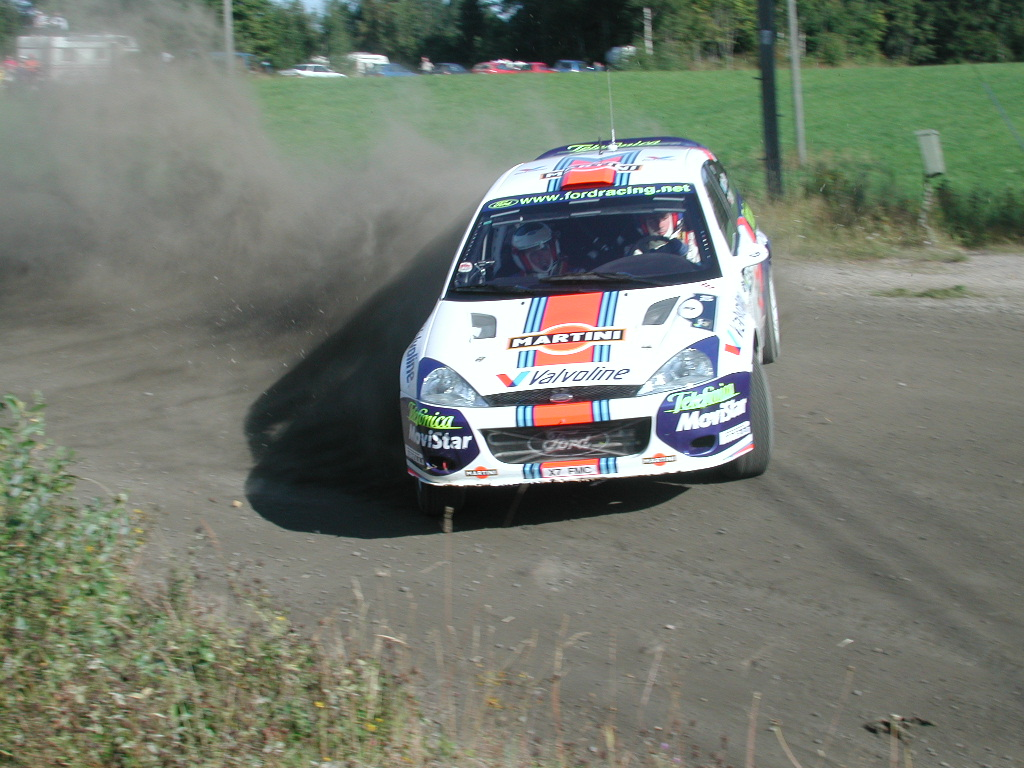
コリン・マクレーが運転するラリー仕様車

それと前後して、ラリー用ベース車として2.0 LDOHCターボエンジンを搭載し、各部を極限まで強化した台数限定ホモロゲーションモデルの「RS」、そして、自然吸気2.0 LDOHCエンジンと6速MTを搭載した「ST170」（アメリカ等では「SVT」）が登場している。RSの日本への正規輸入はなかった（並行輸入でわずかに輸入されている）が、ST170はフォーカスのイメージリーダー的車種として年間台数を限定して導入された。日本ではほかにも、普及価格帯の「GLX」やスポーティな「トレンド」（共にAT）が輸入された。

## 2代目（2004年-2010年）
2代目は2004年秋のモンディアル・ド・ロトモビルで発表された。初代フォーカスのデザインを継承しつつ、鋭さを増したスタイルと、シャシ性能の進化、安全・快適装備の充実が図られている。
「フォード・C1プラットフォーム」（ Ford Global C-car Platform
）をマツダ・アクセラ、ボルボ・S40、ボルボ・V50と共有する。ボディ形状は初代同様3ドアハッチバック、5ドアハッチバック、5ドアワゴン、そして4ドアセダンで構成される。「ST」と呼ばれるホットモデルも先代同様に用意され、ボルボの2.5 L直列5気筒DOHCエンジンを独自に改良しターボを装着したエンジンを搭載している。これらのラインナップとは別に、「フォード・ストリートKa」を手がけたイタリアのカロッツェリア、ピニンファリーナとの共同開発による「クーペカブリオレ」がある。
車体の幅が1.8 mを越えるなど、一回り大きいサイズになっている。ただしドアミラーを含めた横幅は若干縮まっている。
派生車種については、車高を高めたミニバンの「フォード・C-Max（英語版）」がある。
また世界ラリー選手権（WRC）のWRカーのベース車両となり、世界ツーリングカー選手権（WTCC）にもスーパー2000規定車両として参戦するなど、ロードのオンオフ問わず、フォードのモータースポーツのイメージリーダーであった。
日本では2005年7月より2.0 Lモデルが発売開始。12月には1.6 Lモデルが導入され、後に「ST」も発売開始された。「ST」については車体の色が標準で2種類しかなかったが、2006年にWRCのイベント「ラリージャパン」に関連し、インターネットでの抽選で10台限定の「ダイヤモンドホワイト」仕様が発売。抽選にはBP-フォード・ラリーチームのエースドライバー、マーカス・グロンホルムが立ち会った。
2008年にドアパネルにプレスラインが入り、フロントマスクの大幅フェイスリフトを含むビッグマイナーチェンジが行なわれた。

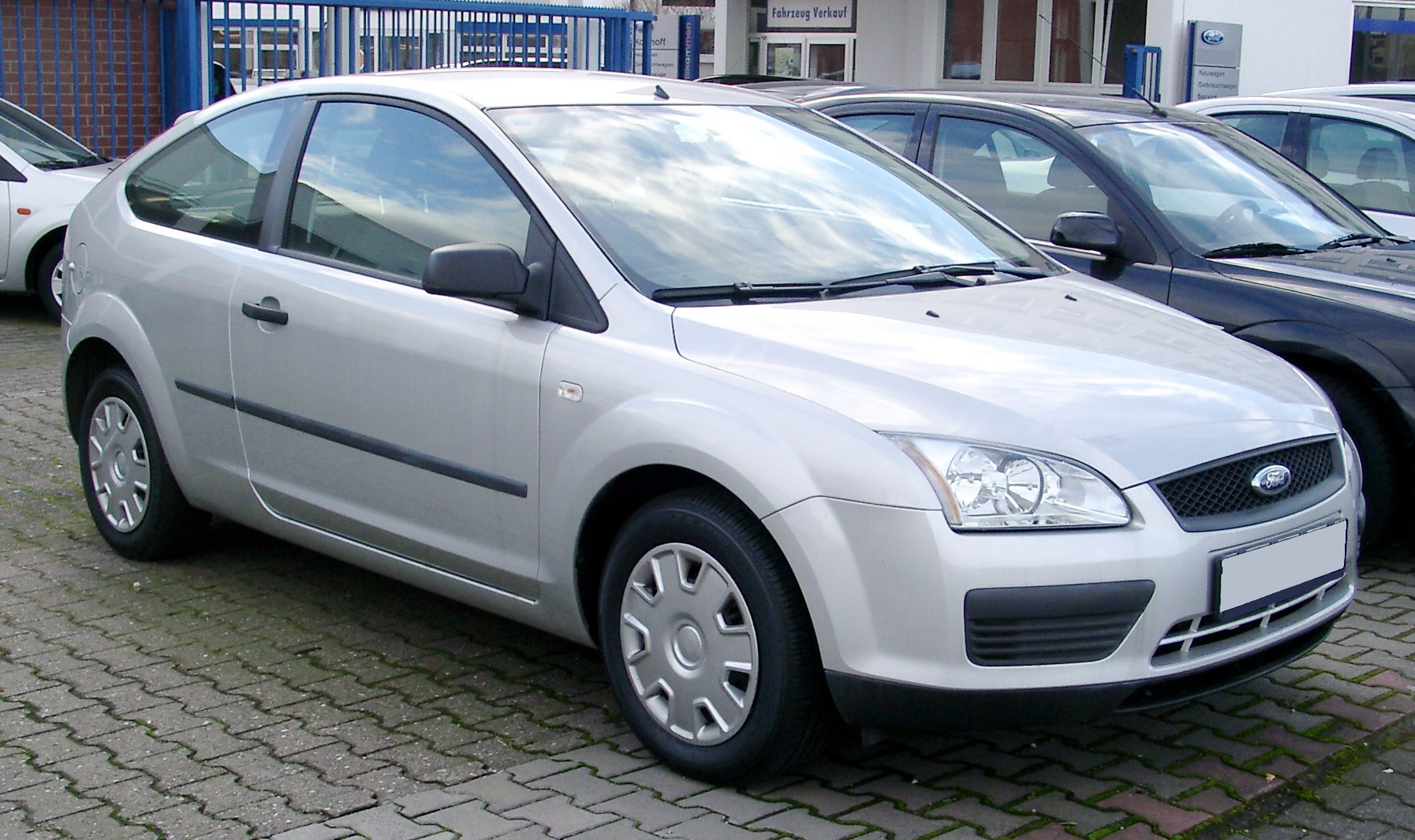
前期型フォーカス3ドアハッチバック
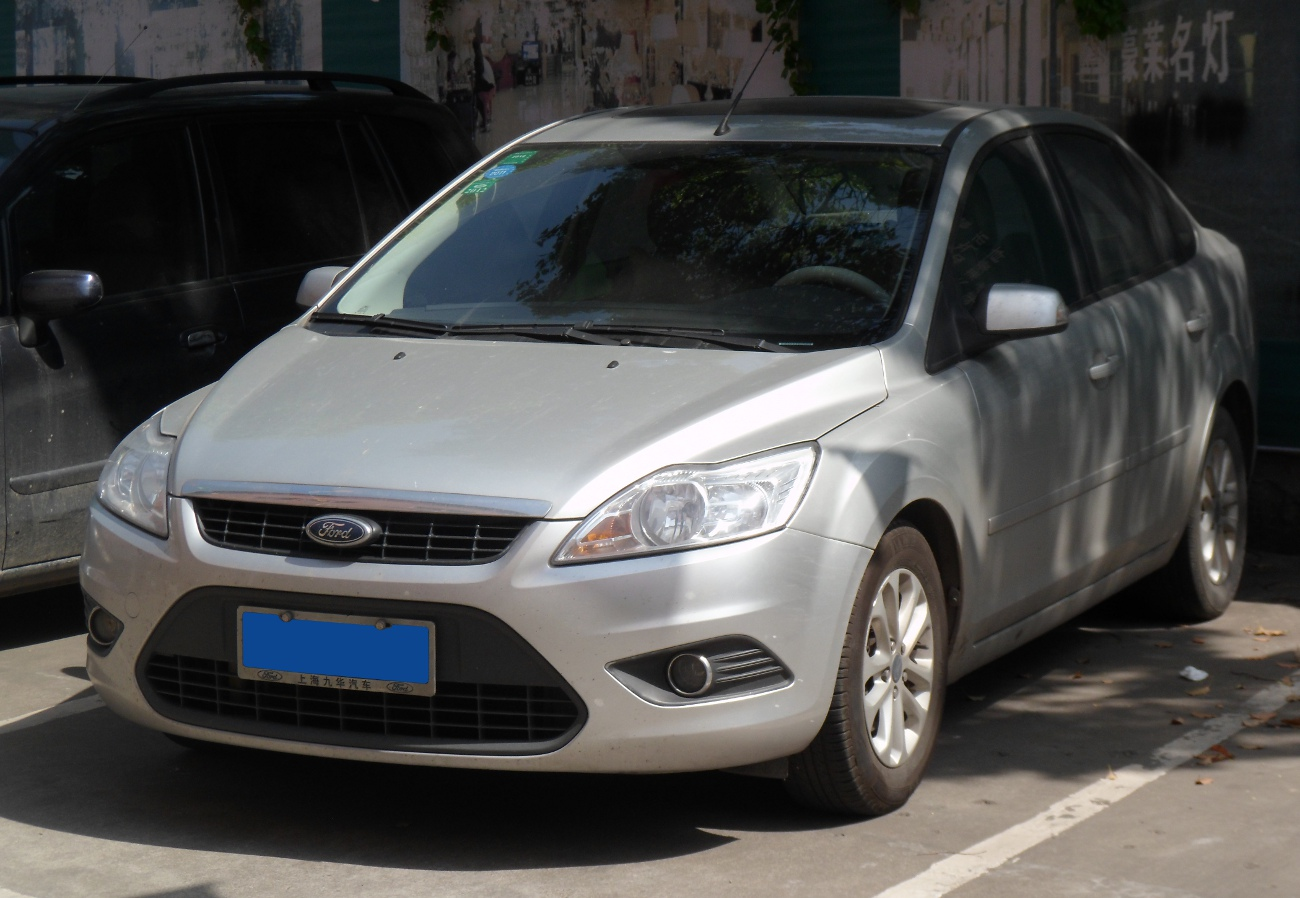
後期型フォーカス4ドアセダン
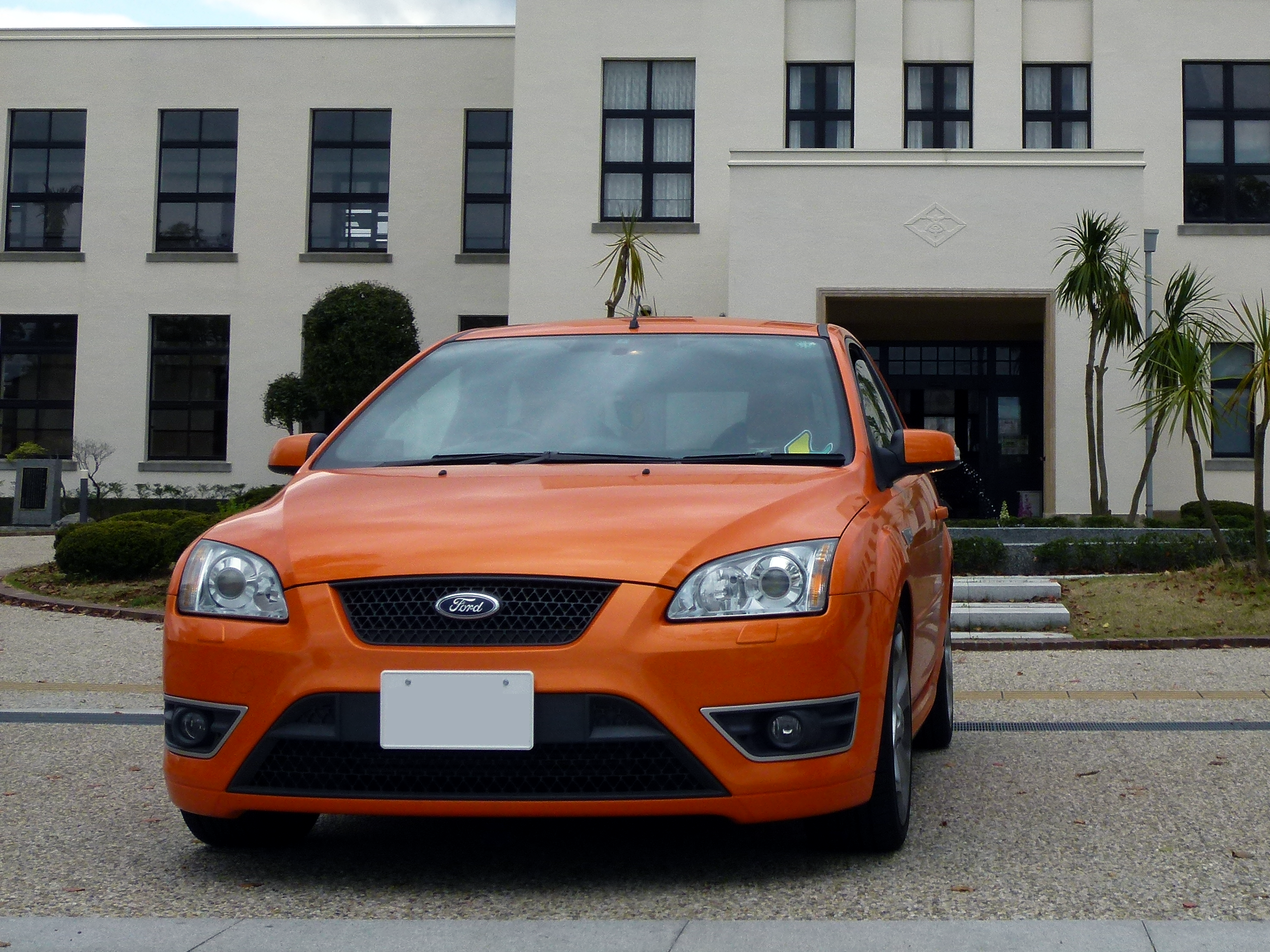
前期型フォーカスST
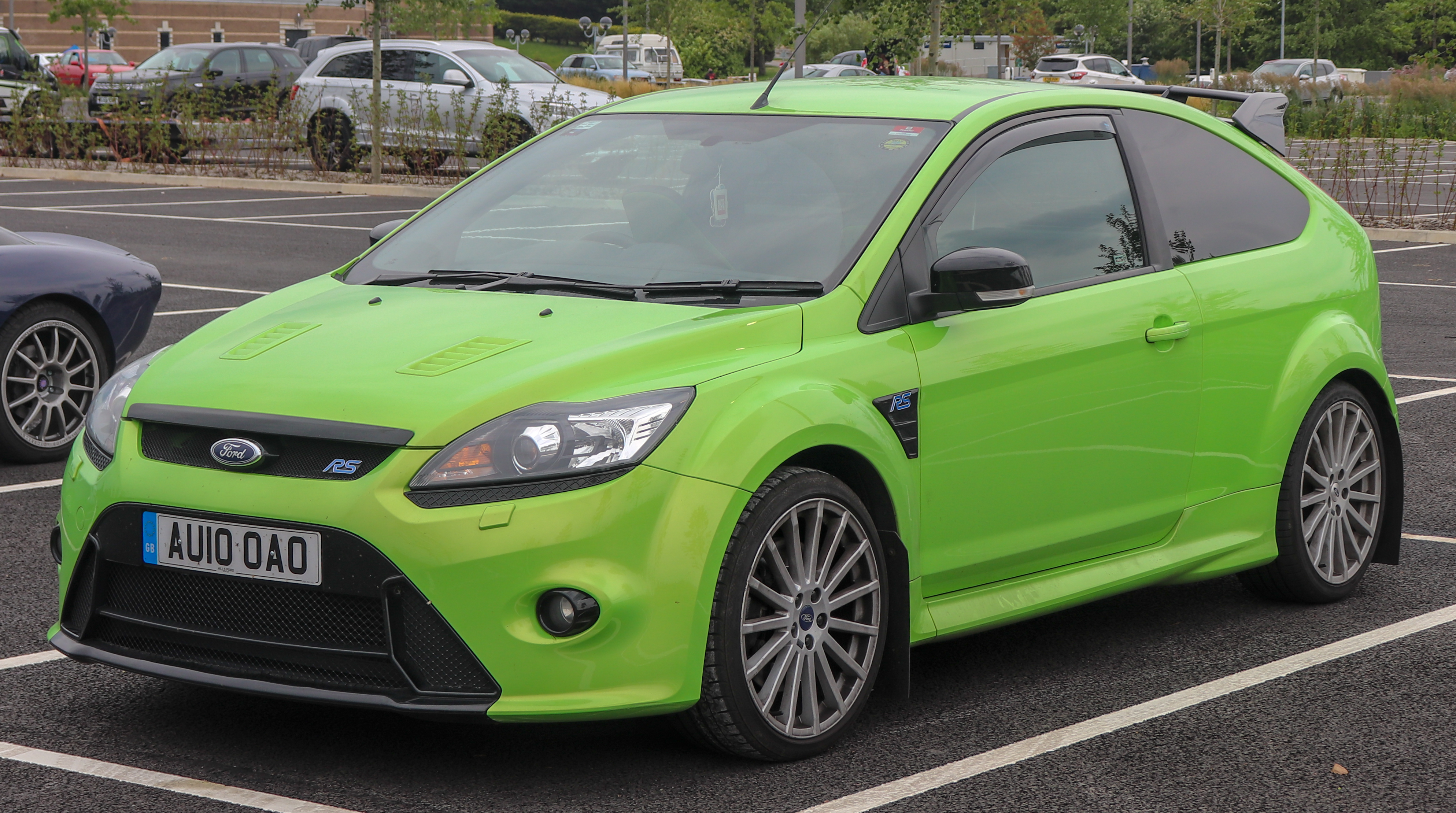
後期型フォーカスRS

### 北米モデル
北米市場では初代モデルを基とした独自の進化をとげ、2007年1月の北米国際オートショーにて2008年モデルとして発表された。ラインナップは、北米で根強い需要のある4ドアセダンと2ドアクーペのみとなり、ハッチバックとワゴンは廃止された。その他、2.3 Lエンジンの追加、ダッシュボードの設計変更などが行われている。

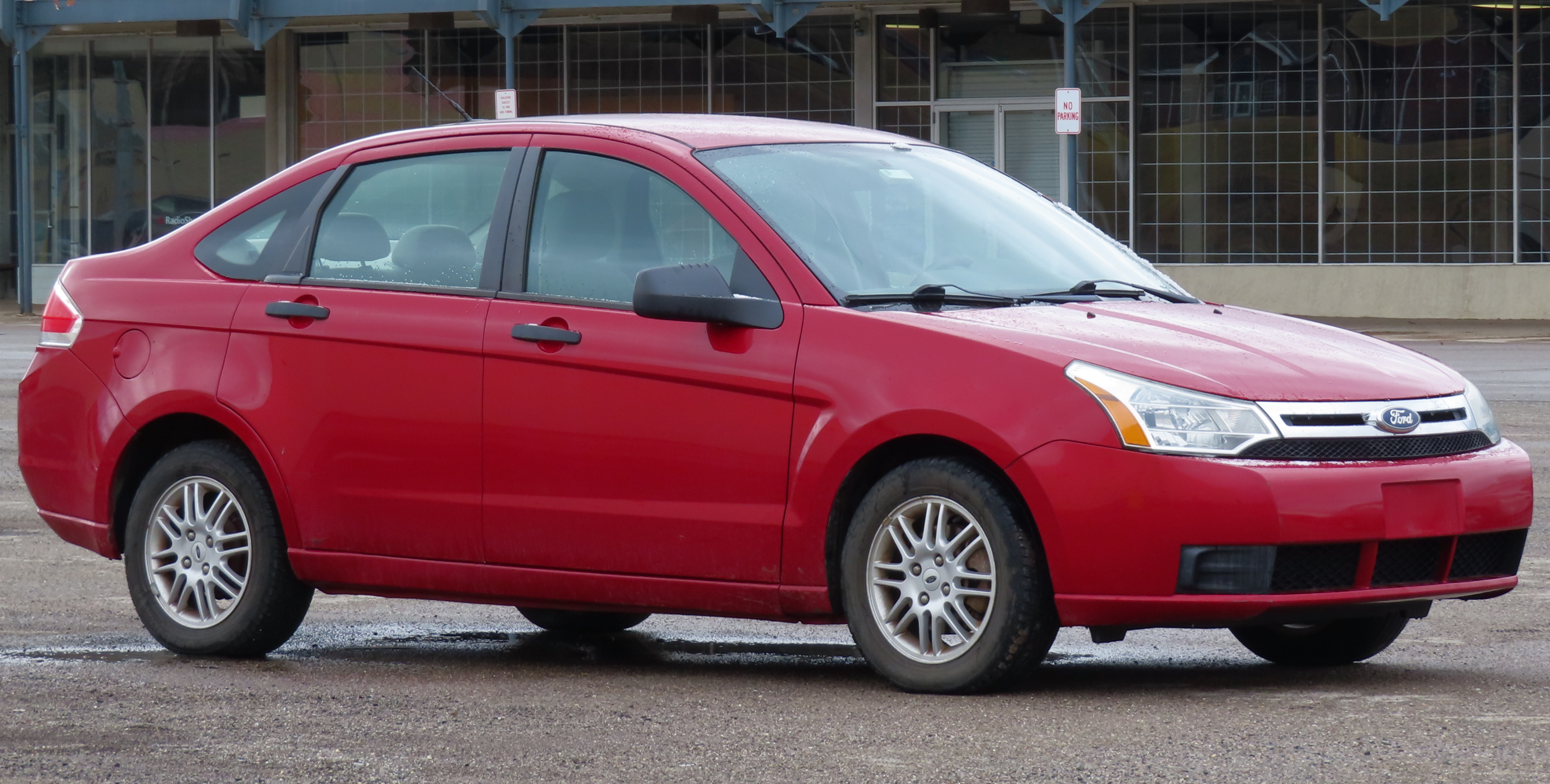
2011年式セダン
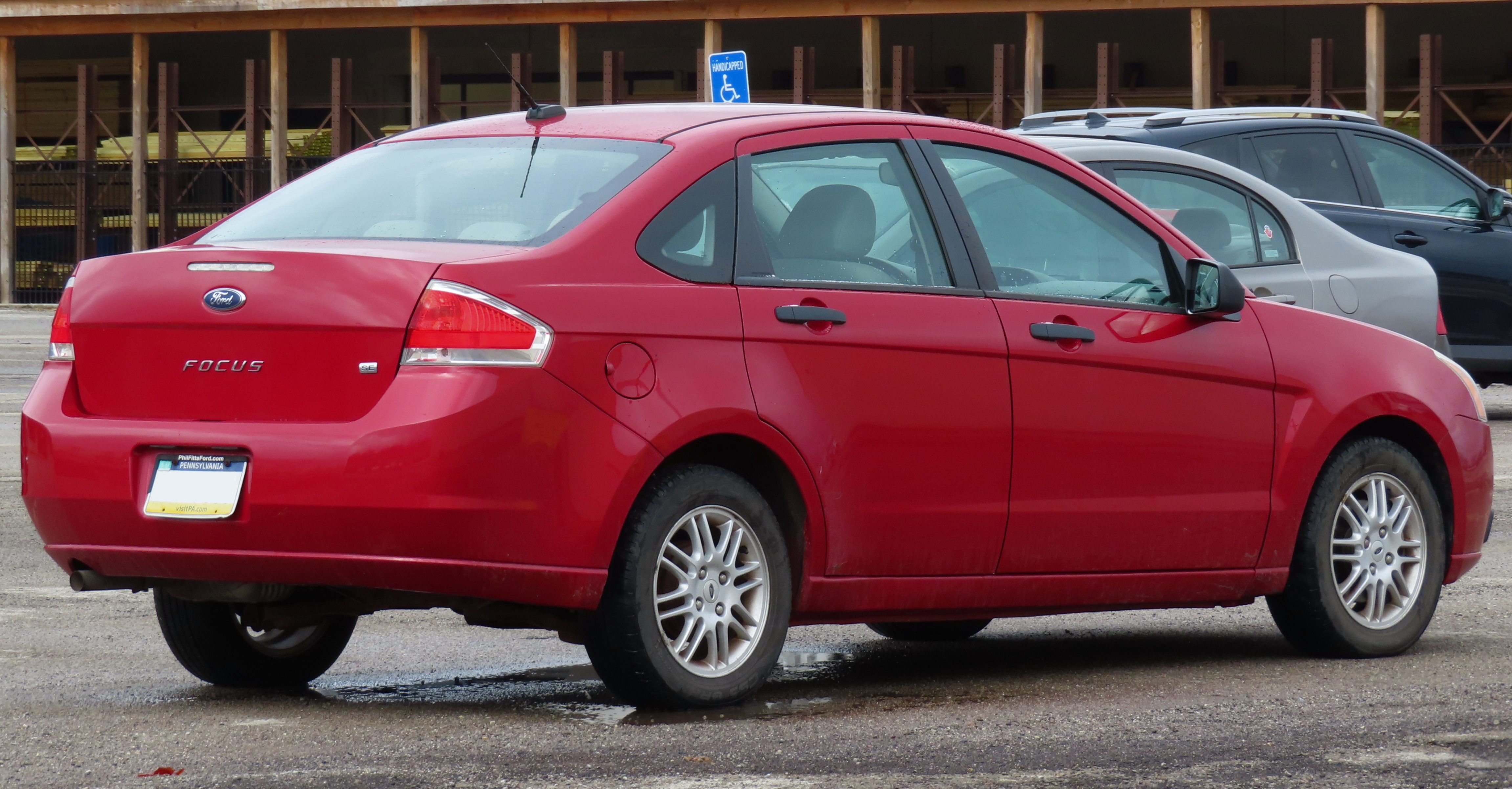
2011年式セダン
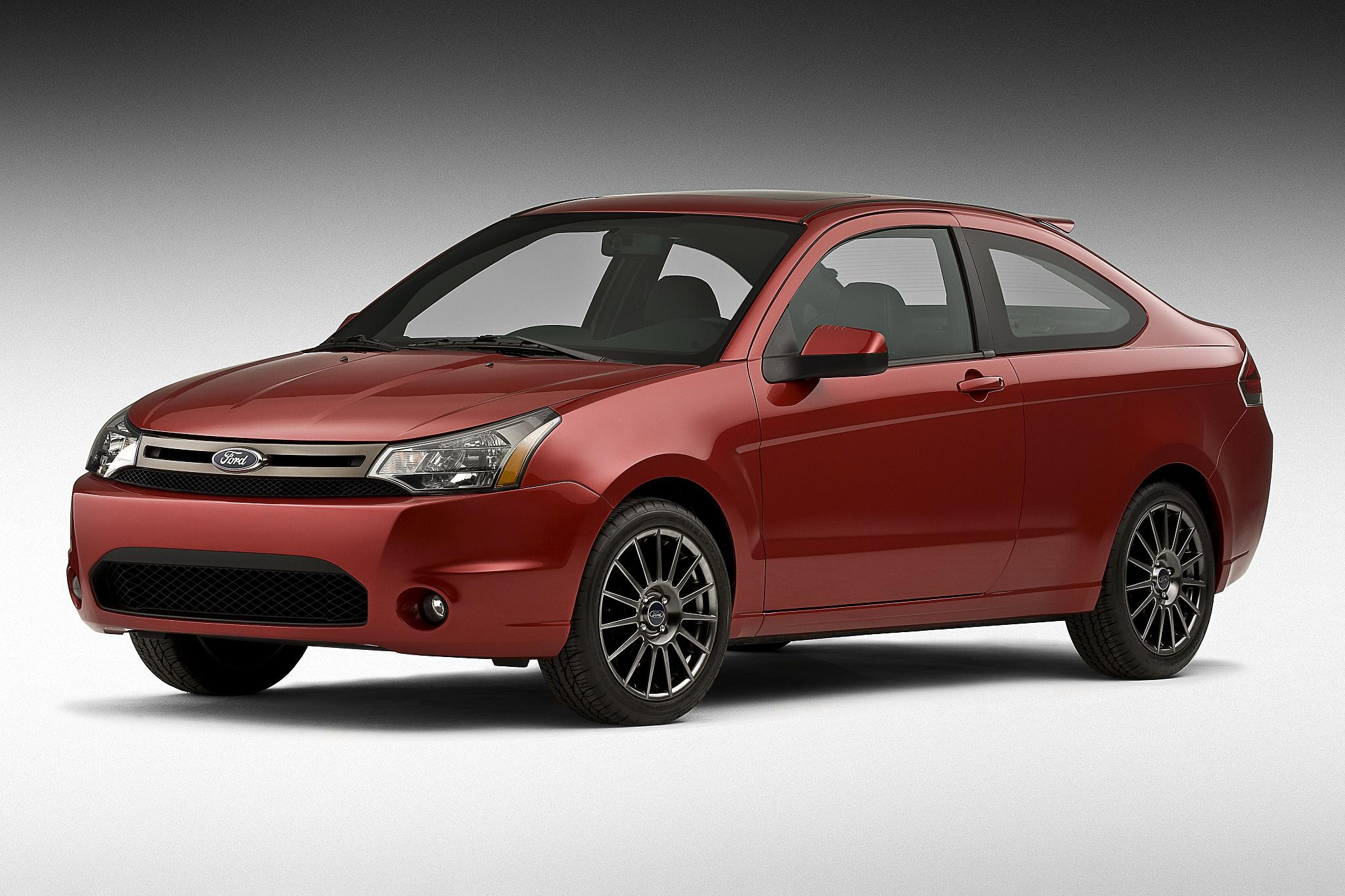
2009年式2ドアクーペ
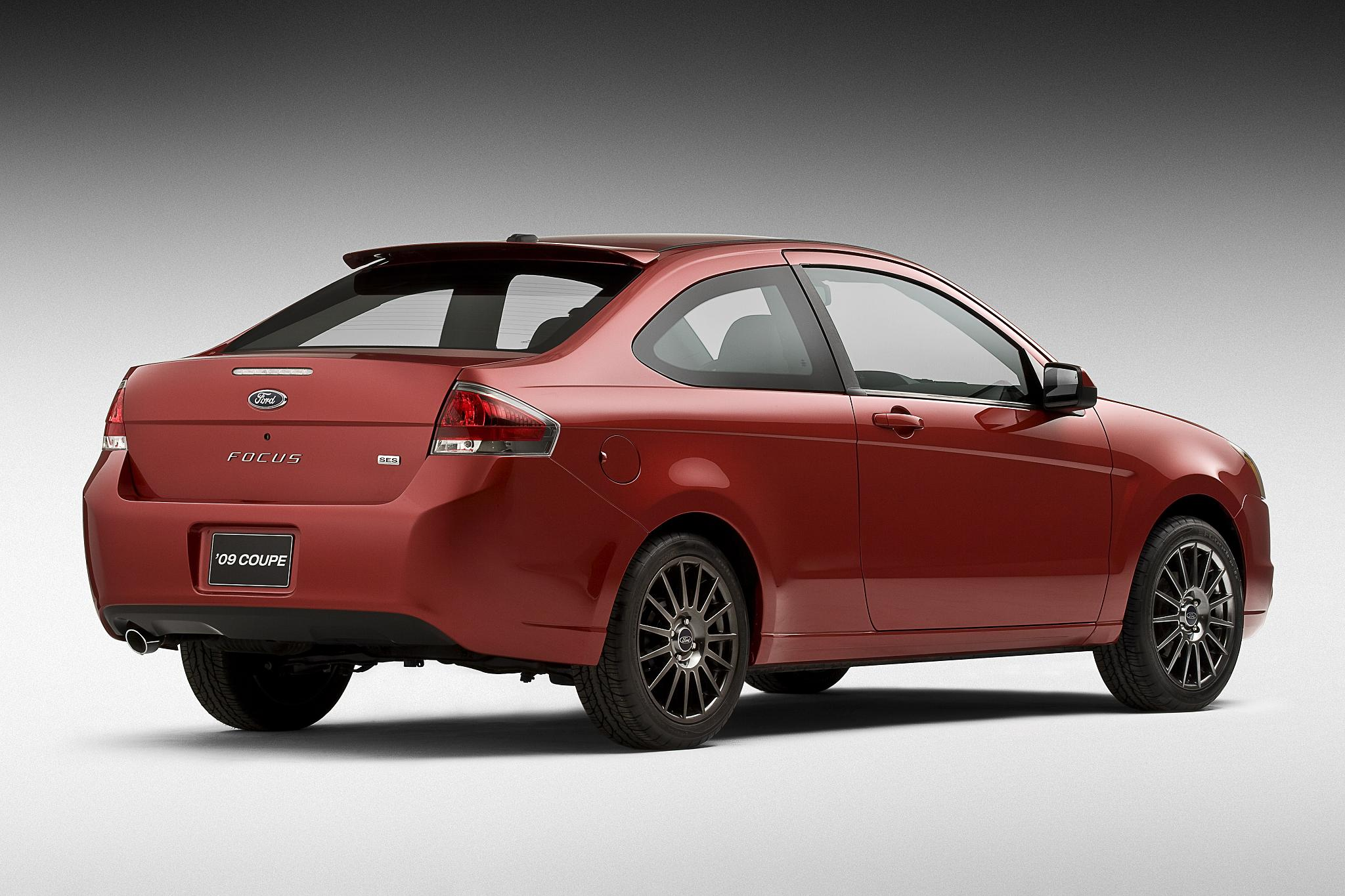
2009年式2ドアクーペ
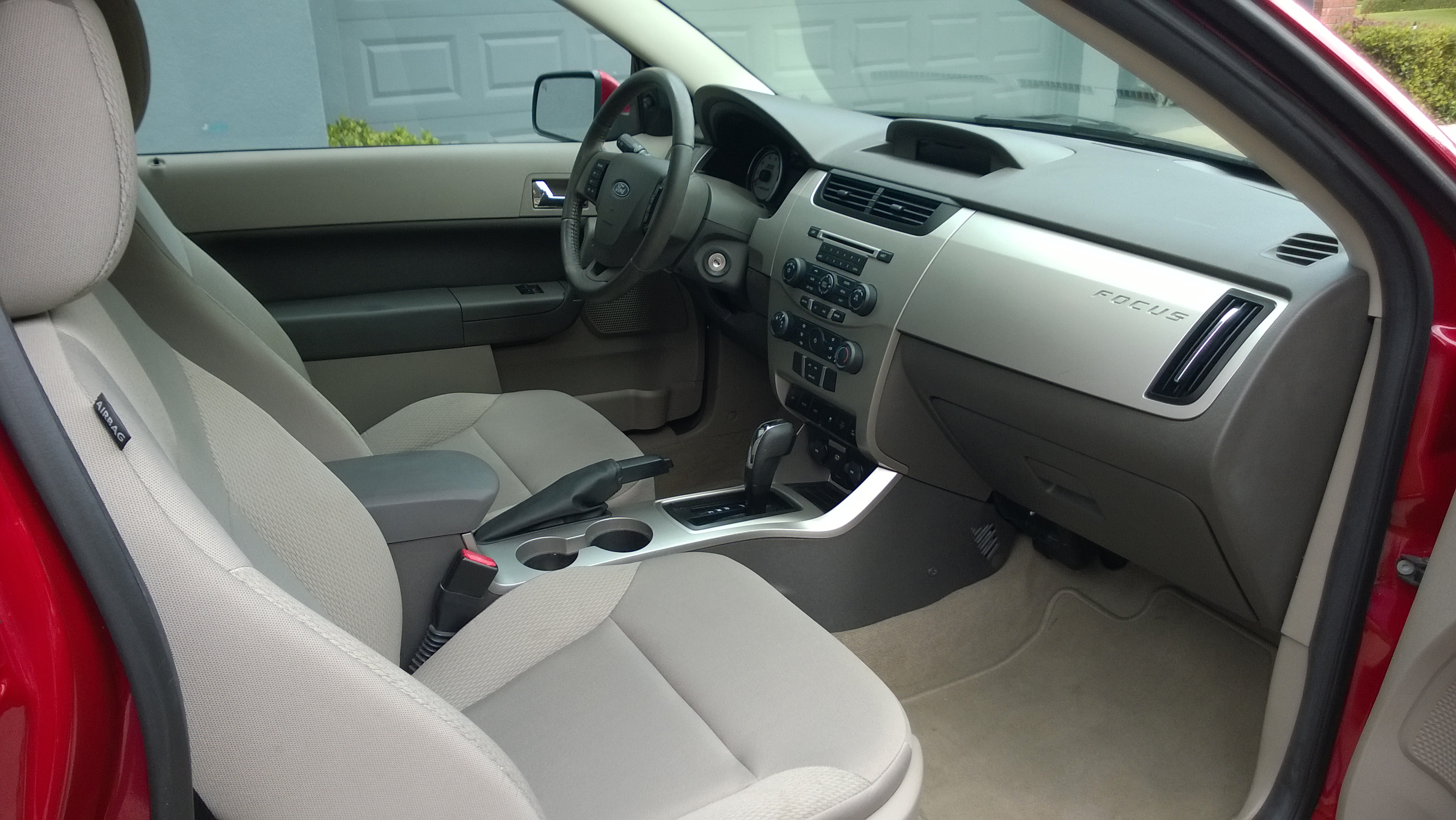
2009年式2ドアクーペのインテリア

## 3代目（2010年-2018年）
3代目は2010年の北米国際オートショーで、まず4ドアセダンと5ドアハッチバックが発表され、翌月のジュネーブ・モーターショーで5ドアワゴンがお披露目された。翌2011年から販売が開始。フォードの新グローバル経営戦略「One Ford」コンセプト商品の第1弾となった。ヨーロッパ、アジア、北米など世界7箇所に生産拠点を置き、約120ヶ国で販売されるグローバルカーである。
外観は、フォードの新しいデザインテーマであるキネティックデザインを採用。さらに洗練されたスタイルと、シャーシ性能の進化、安全・快適装備の充実が大幅に図られている。北米仕様は3代目登場と同時に再び世界共通デザインに戻された。
2012年上半期には、単一車種として世界で一番売れた自動車となっている。
エンジンはエコブースト・ガソリンが5種、デュラトルク・ディーゼルが3種、トランスミッションはパワーシフト6速・DCTの他6速マニュアルと5速マニュアルが用意される。
日本では2013年4月から導入。初代と2代目はヨーロッパ製の車両を輸入していたが、ユーロ高の影響でヨーロッパからの輸入を止めて、タイに新たに建てられた工場で製造される車両に変更された。ウインカー及びワイパーのレバー配置はタイ仕様に準じているため、輸入車としては珍しくウインカー右、ワイパー左の日本車同様のレイアウトとなっている。世界約120ヶ国で販売されるフォーカスは上記の通り多彩なボディバリエーションやパワーユニットを誇るが、その中から日本仕様に選ばれたのは、5ドアハッチバックの「Sport」（2.0Lデュラテック直噴エンジン＋6速DCT）のワンモデルのみ。
2014年3月のジュネーブ・モーターショーで、マイナーチェンジ版が発表された。外観ではフロントマスクのデザインが大幅に変更され、最新のフォード顔(“ニューデザインランゲージ”)となり、テールランプも小変更を受けやや小型化された。パワーユニットも刷新され、ガソリンエンジンはダウンサイジングで1.5Lエコブーストがメインとなり、新たに6速トルコンATを導入。シャーシの改良、先進安全装備の充実等が図られた。また、フォード・マスタングの2.3Lターボエンジンを採用した全輪駆動のRSグレードが追加された。
日本では2015年10月3日に発売され、5ドアハッチバックの「Sport」(1.5Lエコブースト＋6速AT)とレーンキープアシストやアダプティブ・クルーズコントロール等のドライバーサポートシステムが充実した「Sport+」の2種を導入。ヘッドランプは全車バイキセノンHIDが標準装備になった。しかし、2016年度をもってフォード社が日本市場から全面撤退したため、フォーカスの正規輸入も終了となった。

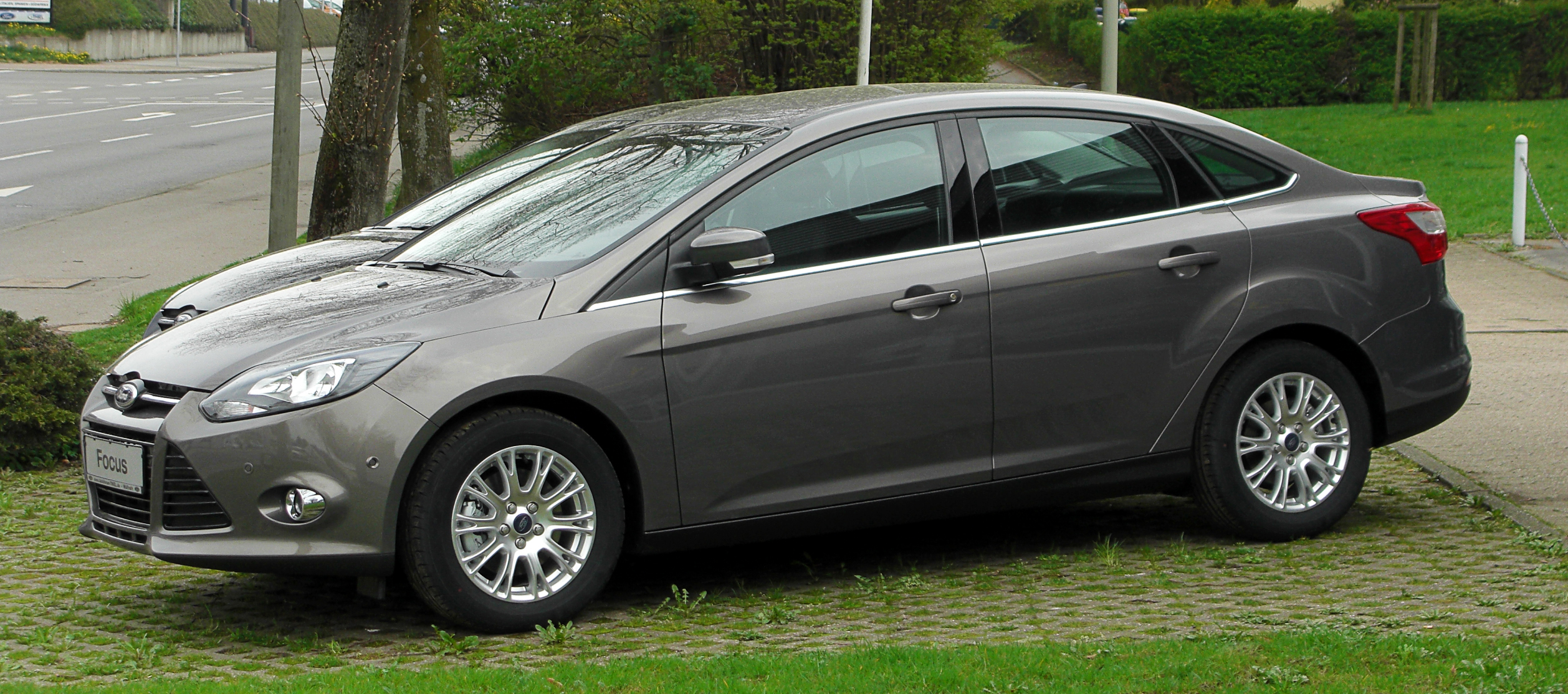
4ドアセダン
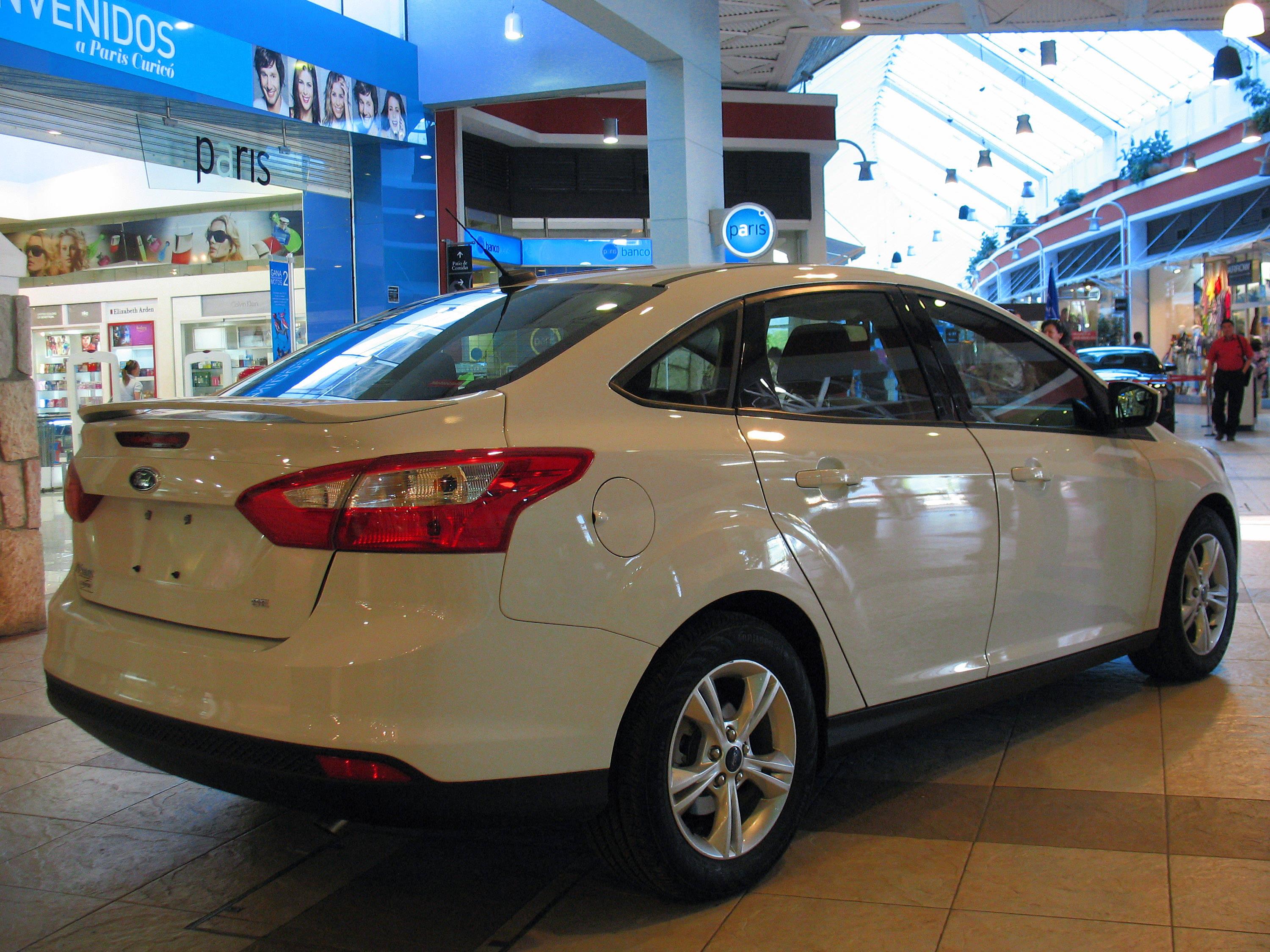
4ドアセダン
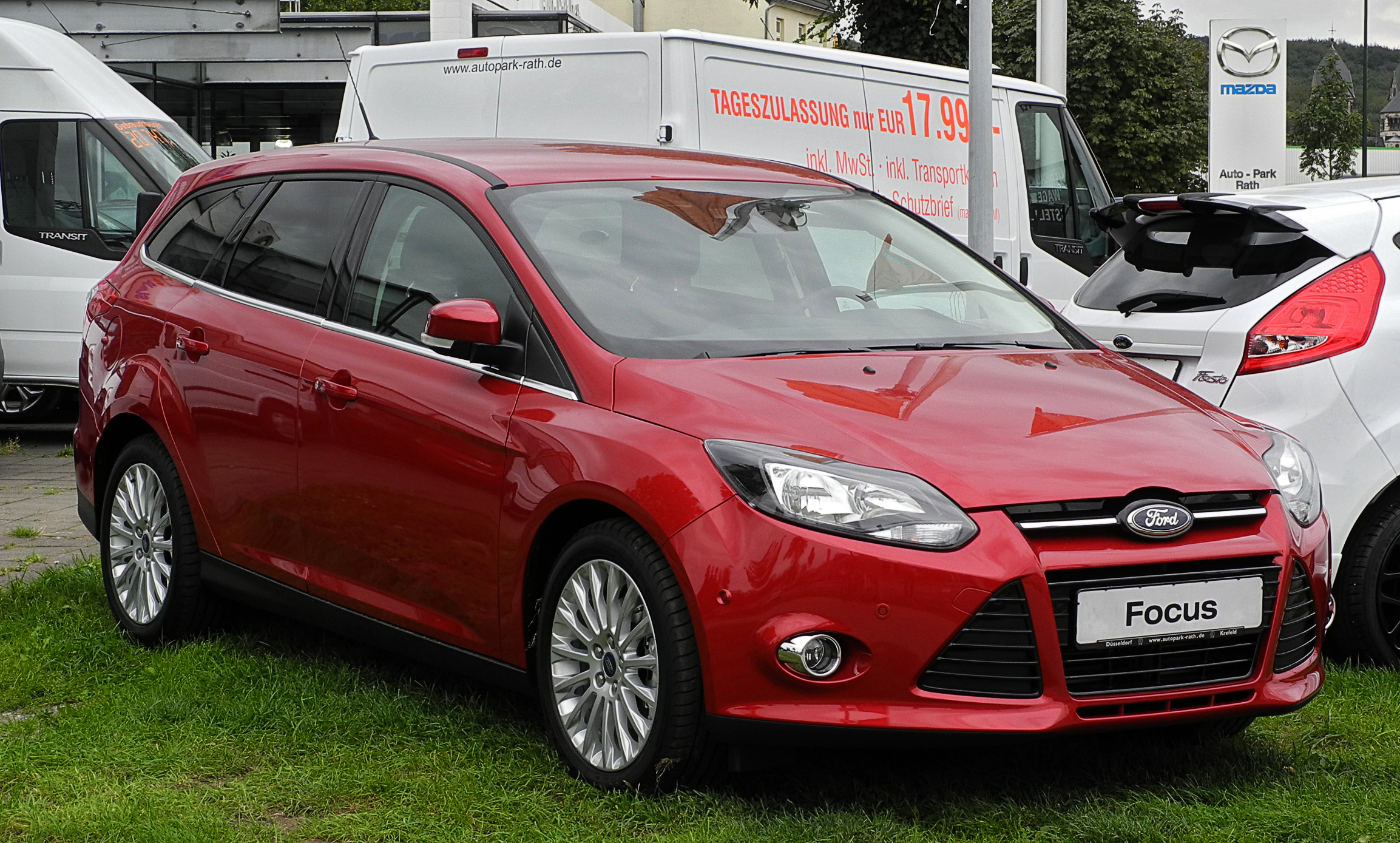
5ドアワゴン
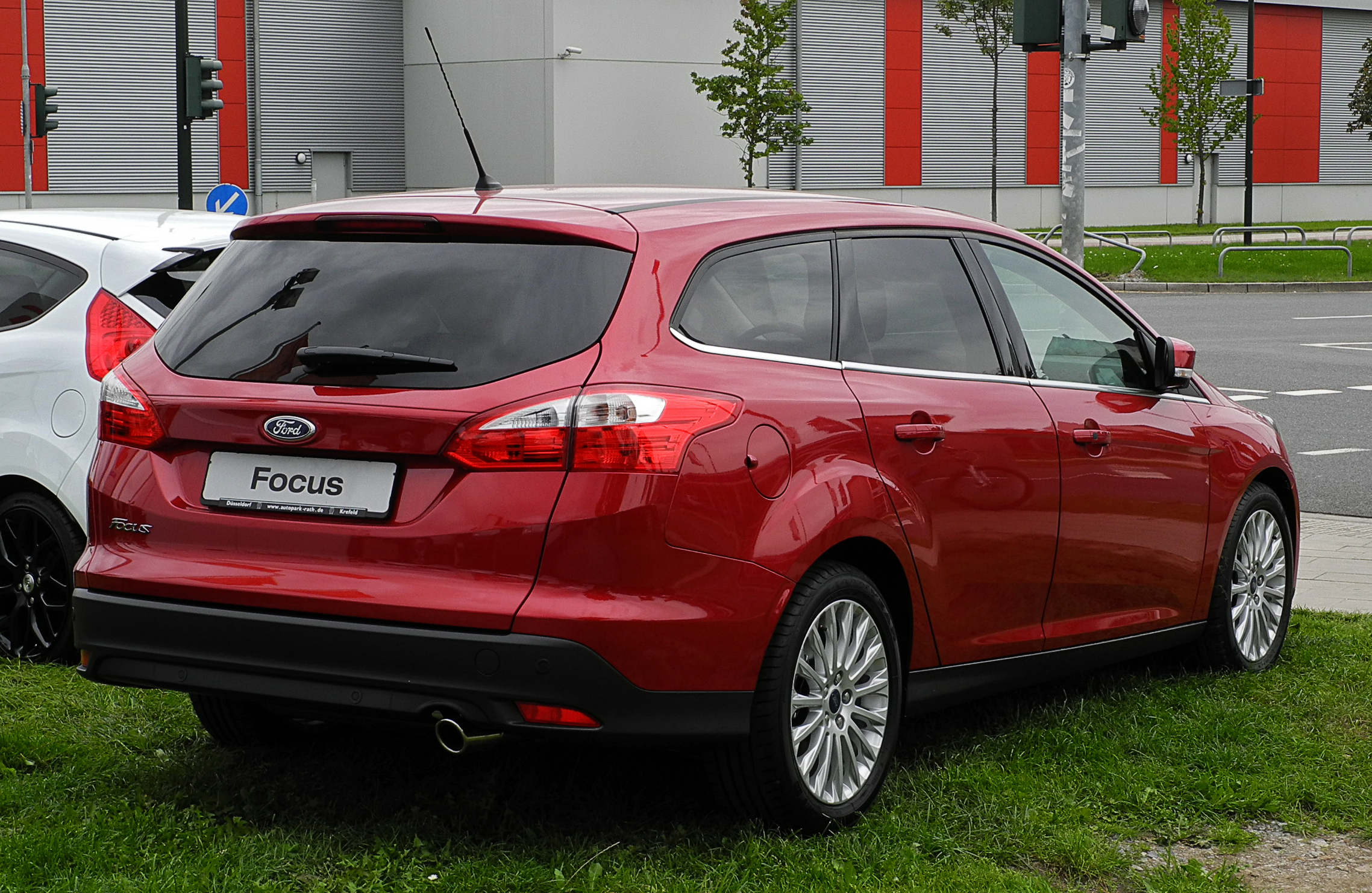
5ドアワゴン

## 4代目（2018年-　）
2018年4月10日、ヨーロッパ、アジア向け新型フォーカスを発表。初代誕生から20周年を迎えた。従来通りのセダン、ハッチバック、ステーションワゴンに加え、新たにクロスオーバーSUVタイプのアクティブ (Active) とフォード・ヨーロッパの他車種で既に展開済みのラグジュアリースタイル・ヴィニャーレ (Vignale) を追加。
2018年4月25日にフォードは北米市場でセダンやハッチバック車の販売から撤退することを発表する。中国で生産するフォーカス・アクティブのみ北米市場で販売すると発表したが、アメリカと中国の貿易戦争が激化し、中国から輸入する車両に報復関税が掛けられることが不可避となり、2018年8月にアメリカ国内の販売を断念した。

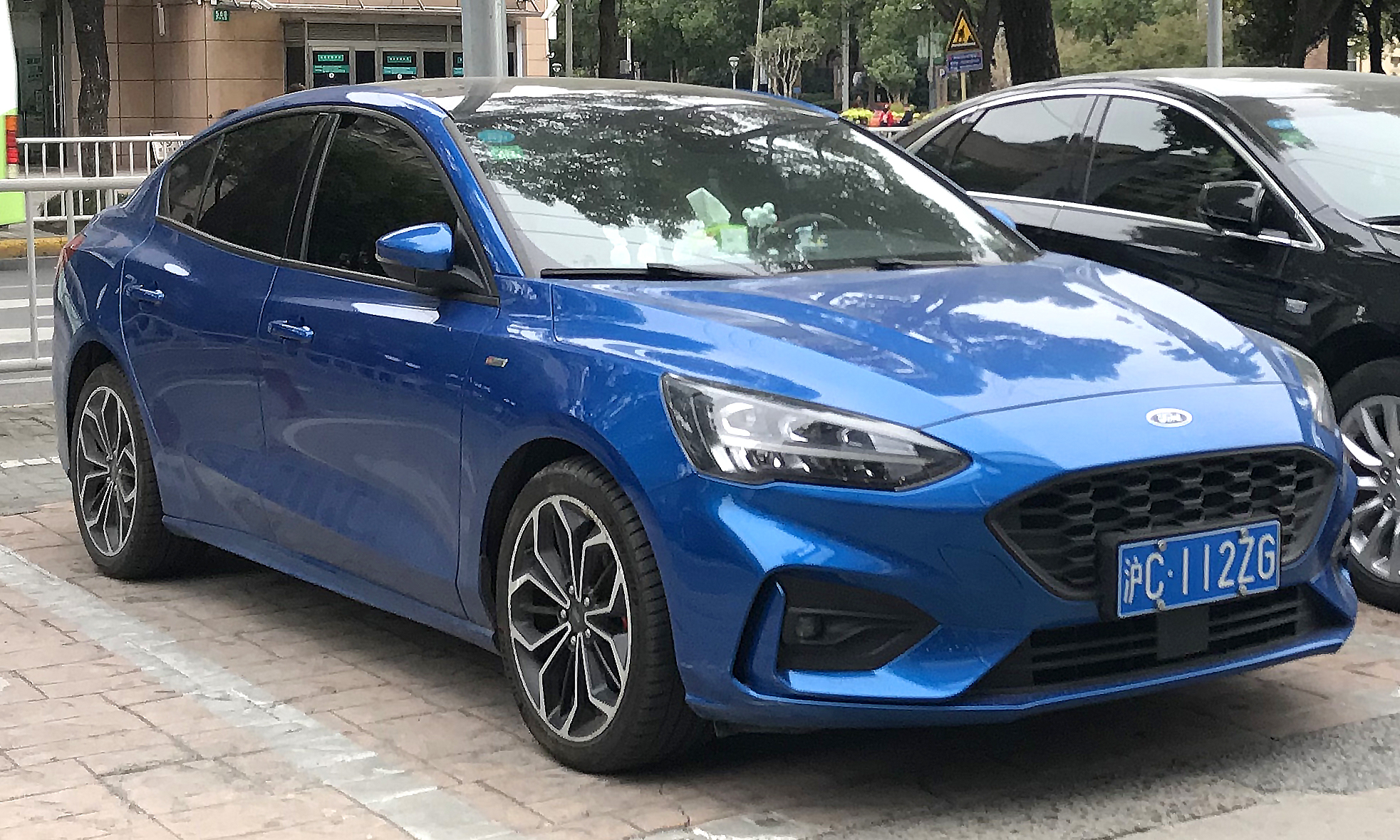
セダン
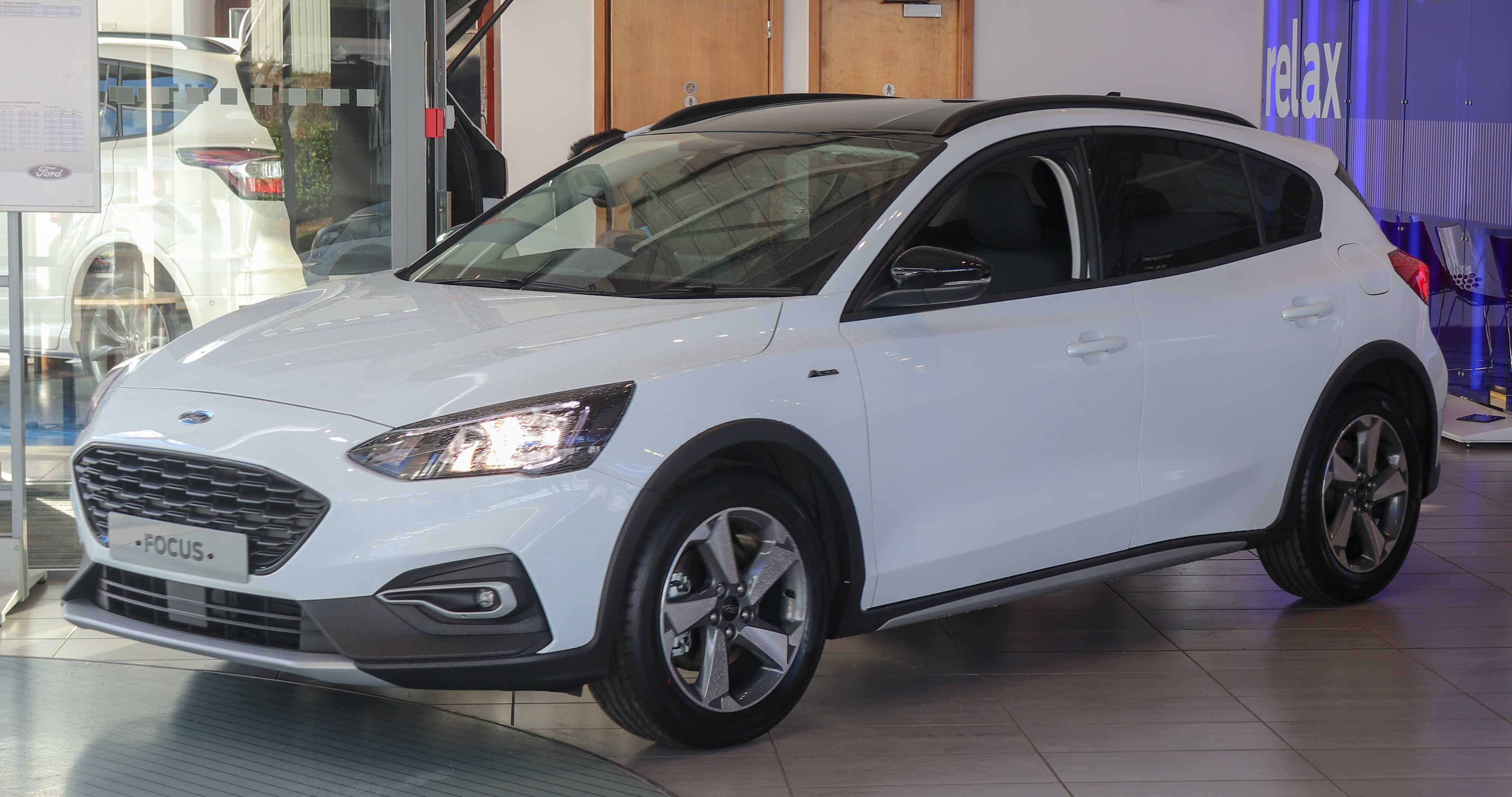
アクティブ
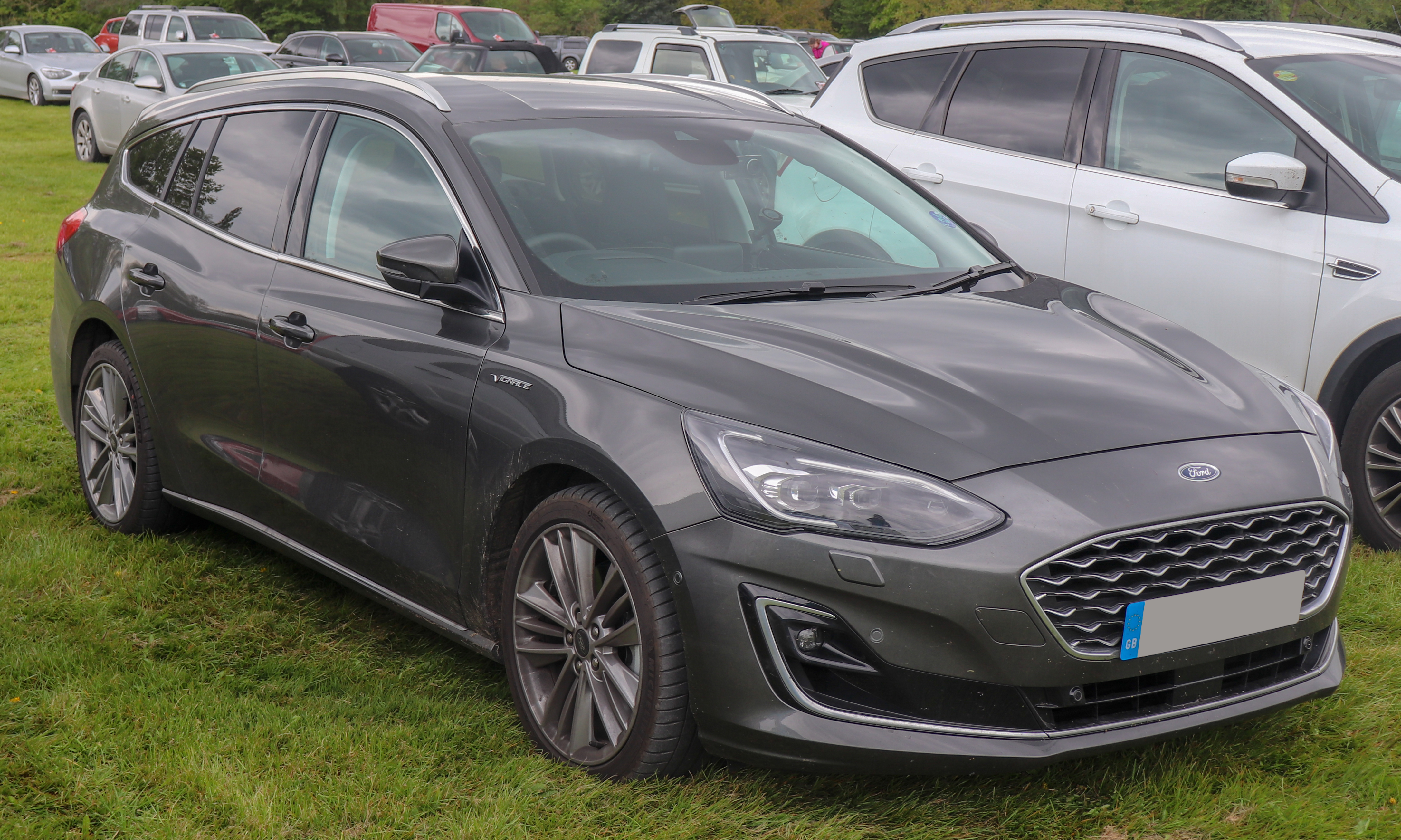
ヴィニャーレ